# Pošta Slovenije
Pošta Slovenije (polni naziv Pošta Slovenije d.o.o.; kratica PS) je nacionalni izvajalec poštnih storitev v Sloveniji ter tudi izvajalec mednarodnih poštnih storitev. 
Pošta Slovenije poleg običajnih poštnih opravlja tudi druge logistične storitve, na primer hitre dostave, v poštnih uradih pa bančne (OTP banka) in menjalniške storitve ter maloprodajo tiskovin in drugih izdelkov. 

## Zgodovina
Pošta Slovenije je nastala leta 1995 z razdelitvijo podjetja PTT (Pošta, Telegraf in Telefon)  na Pošto Slovenije in Telekom Slovenije, d.d.

## O podjetju
Sedež Pošte Slovenije je na Slomškovem trgu 10 v Mariboru. Generalni direktor Pošte Slovenije je Marko Cegnar, ki je vodenje pošte prevzel leta 2022.

## Spremembe načina opravljanja storitev
Pošta je v zadnjem desetletju preoblikovala število poslovalnic po vzoru tujih operaterjev in trendov ter nekatere poslovalnice nadomestila s paketomati, avtomatiziranimi enotami za oddajo in sprejem pošiljk in alternativnimi kontaktnimi točkami, med njimi tudi bencinskimi servisi. Po poročanju medijev je leta 2019 uvedla najnaprednejšo opremo za usmerjanje paketov.
Pošta Slovenije je leta 2019 prevzela logistično družbo Intereuropa, hkrati pa v holdingu povezuje več odvisnih družb z omejeno odgovornostjo.

## Uspehi poslovanja
Pošta je prejela mednarodno nagrado Evropski energetski menedžer leta 2013, s strani Svetovne poštne zveze pa je večkrat prejela srebrno nagrado za kakovost.